# Dominick John Lagonegro

Wappen von Dominick John Lagonegro

Dominick John Lagonegro (* 6. März 1943 in White Plains, USA) ist ein US-amerikanischer Geistlicher und emeritierter römisch-katholischer Weihbischof in New York.

## Leben
Dominick John Lagonegro empfing am 31. Mai 1969 durch den Erzbischof von New York, Terence Kardinal Cooke, das Sakrament der Priesterweihe für das Erzbistum New York.
Am 30. Oktober 2001 ernannte ihn Papst Johannes Paul II. zum Titularbischof von Modruš und zum Weihbischof in New York. Der Erzbischof von New York, Edward Michael Kardinal Egan, spendete ihm am 12. Dezember desselben Jahres die Bischofsweihe; Mitkonsekratoren waren der Bischof von Buffalo, Henry Joseph Mansell, und der Weihbischof in New York, Robert Anthony Brucato.
Papst Franziskus nahm am 2. Juli 2018 seinen altersbedingten Rücktritt an.